# 繸叶卫矛
繸叶卫矛（学名：Euonymus fimbriatus）为卫矛科卫矛属下的一个种。